# Mycalesis charaka
Mycalesis charaka är en fjärilsart som beskrevs av Moore 1874. Mycalesis charaka ingår i släktet Mycalesis och familjen praktfjärilar. Inga underarter finns listade i Catalogue of Life.